# アイノビート
「アイノビート」は、Kis-My-Ft2の5作目のシングル曲。2012年11月14日にavex traxから発売。

## 概要
CDシングルは、初回生産限定＜DANCE盤＞、初回限定＜ROCK盤＞、通常盤、キスマイSHOP盤＜クリスマス仕様＞の4形態で発売された。通常盤の初回プレス分にはミニ写真集3種（DANCE盤ver./ROCK盤ver./MUSIC VIDEO撮影オフショットver.）のうち1種がランダムで封入された。
Dance ver.とRock ver.が存在し、ミュージック・ビデオもそれぞれ作られた。また、アルバム『Goodいくぜ!』には「アイノビート -Album mix-」が収録されている。

## チャート成績
初動売り上げ25.9万枚を記録し、2012年11月26日付オリコン週間シングルチャートで初登場1位を獲得 。同チャートでの1位獲得はデビューシングル「Everybody Go」から5作連続である。
また、売上枚数が29.1万枚に達して、2012年度オリコン年間シングルチャート21位を獲得した。

## 収録曲

### CD

#### 通常盤・初回生産限定 <DANCE盤>・ キスマイSHOP盤 <クリスマス仕様>
1. アイノビート -Dance ver.-［4:21］
作詞：栗原暁（Jazzin' park）、作曲・編曲：栗原暁（Jazzin' park）・久保田真悟（Jazzin' park）
2. アイノビート -Rock ver.- ［4:29］
編曲：宮永治郎
3. Winter Lover［4:47］
作詞：miyakei、作曲：Erik Lidbom・DAICHI、編曲：山原一浩
  - フジテレビ系「もしもツアーズ」テーマソング
4. Never End LOVE［4:47］
作詞：胡月みなと、作曲：中瀬佑一、編曲：中村康就
通常盤のみ収録。

#### 初回生産限定 <ROCK盤>
1. アイノビート -Rock ver.-
2. アイノビート -Dance ver.-
3. Winter Lover

### DVD

#### 初回生産限定 <DANCE盤>
1. アイノビート -Dance ver.- ＜MUSIC VIDEO＞
2. アイノビート -Dance ver.- ＜MUSIC VIDEO Making Movie＞

#### 初回生産限定 <ROCK盤>
1. アイノビート -Rock ver.- ＜MUSIC VIDEO＞
2. アイノビート -Rock ver.- ＜MUSIC VIDEO Making Movie＞

## 収録作品
| 楽曲タイトル   | 収録                                            | 収録                                                                   |
| -------------- | ----------------------------------------------- | ---------------------------------------------------------------------- |
| アイノビート   | CDシングル                                      | 『アイノビート』                                                       |
| アイノビート   | ミュージック・ビデオ （Dance ver.）             | 『アイノビート』〈初回生産限定 DANCE盤〉                               |
| アイノビート   | ミュージック・ビデオ （Rock ver.）              | 『アイノビート』〈初回生産限定 ROCK盤〉                                |
| アイノビート   | CDアルバム                                      | 『Goodいくぜ!』                                                        |
| アイノビート   | ライブ映像                                      | 『SNOW DOMEの約束 IN TOKYO DOME 2013.11.16』                           |
| アイノビート   | CDアルバム                                      | 『HIT! HIT! HIT!』                                                     |
| アイノビート   | ミュージック・ビデオ （Dance ver. / Rock ver.） | 『HIT! HIT! HIT!』〈初回生産限定盤〉・〈通常盤A〉                      |
| アイノビート   | ライブ映像                                      | 『HIT! HIT! HIT!』〈初回生産限定盤〉                                   |
| アイノビート   | ライブ映像                                      | 『2014Concert Tour『Kis-My-Journey』』                                 |
| アイノビート   | ライブ音源                                      | 『KIS-MY-WORLD』〈初回生産限定盤A〉                                    |
| アイノビート   | ライブ映像                                      | 『2015 CONCERT TOUR 『KIS-MY-WORLD』』                                 |
| アイノビート   | CDアルバム                                      | 『I SCREAM』〈通常盤〉                                                 |
| アイノビート   | ライブ映像                                      | 『LIVE TOUR 2019 FREE HUGS!』                                          |
| アイノビート   | CD （スペシャルエディット）                     | 『LIVE TOUR 2019 FREE HUGS!』〈通常盤〉                                |
| アイノビート   | CDアルバム                                      | 『BEST of Kis-My-Ft2』                                                 |
| アイノビート   | ミュージック・ビデオ （Dance ver.）             | 『BEST of Kis-My-Ft2』〈初回盤A〉                                      |
| アイノビート   | ライブ映像                                      | 『Two as One』〈ファンクラブ限定盤〉 （Kis-My-Ftに逢えるde Show 2022） |
| アイノビート   | ライブ映像                                      | 『Kis-My-Ftに逢えるde Show 2022 in DOME』                              |
| アイノビート   | ライブ映像                                      | 『For dear life』                                                      |
| アイノビート   | ライブ映像                                      | 『Kis-My-Ft2 Dome Tour 2024 Synopsis』                                 |
| Winter Lover   | CDシングル                                      | 『アイノビート』                                                       |
| Winter Lover   | ライブ映像                                      | 『2015 CONCERT TOUR 『KIS-MY-WORLD』』〈通常盤〉                       |
| Winter Lover   | ライブ映像                                      | 『BEST of Kis-My-Ft2』〈通常盤〉                                       |
| Never End LOVE | CDシングル                                      | 『アイノビート』〈通常盤〉                                             |